# Giacomo Leone

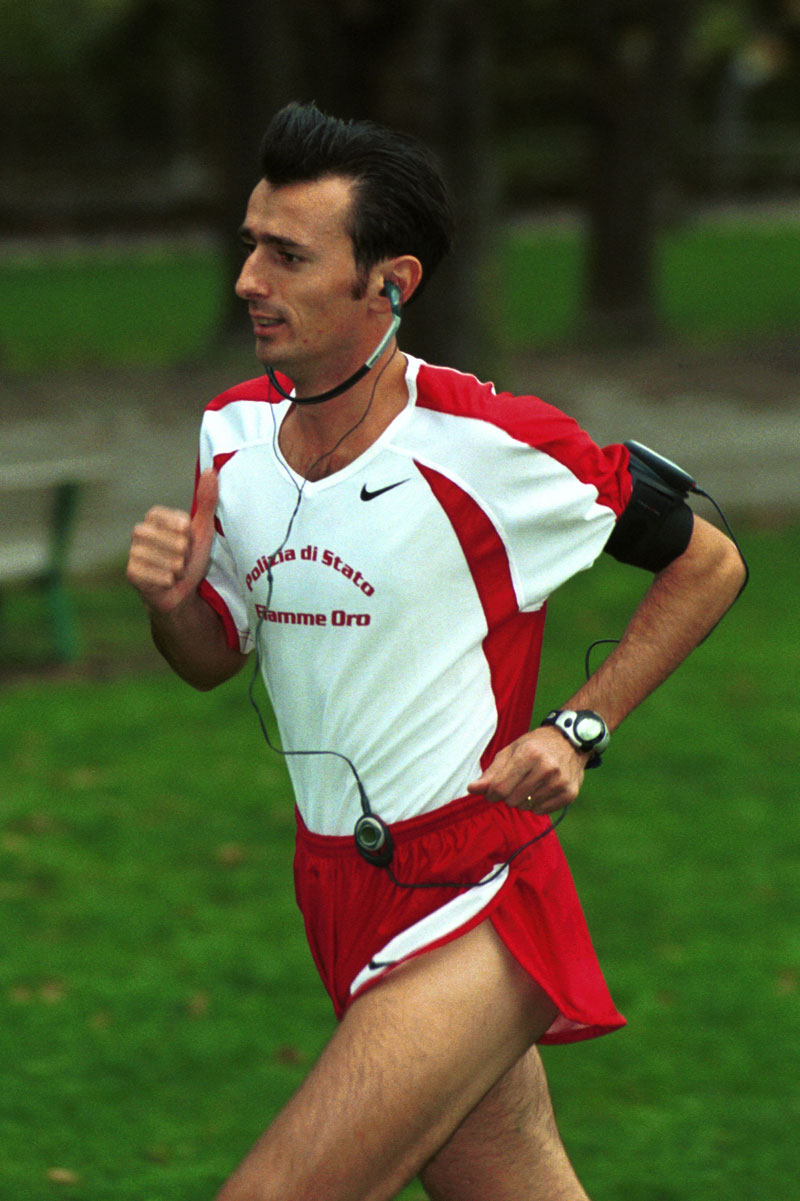
Giacomo Leone

Giacomo Leone  (* 10. April 1971 in Francavilla Fontana) ist ein italienischer Langstreckenläufer, der sich auf die Marathondistanz spezialisiert hat.
Er wurde bei den Halbmarathon-Weltmeisterschaften 1995 Vierzehnter und erreichte in der Mannschaftswertung den dritten Platz. Bei den Halbmarathon-Weltmeisterschaften 1996 trug er als Neunter zum italienischen Mannschaftssieg bei.
1996 gewann Leone den New-York-City-Marathon in 2:09:57 h und feierte damit den bedeutendsten Erfolg seiner Karriere. Bei den Leichtathletik-Weltmeisterschaften 1997 in Athen belegte er den siebten Platz im Marathonlauf. Im folgenden Jahr wurde er Vierter beim Tokyo International Men’s Marathon, 1999 belegte er beim London-Marathon den sechsten und beim New-York-City-Marathon den vierten Platz.
2000 beendete er den Rom-Marathon auf dem zweiten Rang. Im selben Jahr wurde er bei den Olympischen Spielen in Sydney Fünfter. 2001 erzielte er als Zweitplatzierter des Biwa-See-Marathons eine persönliche Bestleistung von 2:07:52 h und belegte bei den Leichtathletik-Weltmeisterschaften in Edmonton den elften Platz.
2002 wurde er beim Seoul International Marathon Vierter. Dieselbe Platzierung erreichte er 2005 beim Florenz-Marathon.
Giacomo Leone ist 1,71 m groß und hat ein Wettkampfgewicht von 59 kg. Er startet für die Gruppo Sportivo Fiamme Oro Padova.

## Bestleistungen
- 10.000 m: 28:47,93 min, 24. Juni 1999, Bologna
- Halbmarathon: 1:01:10 h, 23. Februar 1997, Ostia Antica
- Marathon: 2:07:52 h, 4. März 2001, Ōtsu